# Pristimantis repens
Espèce
Synonymes
- Eleutherodactylus repens Lynch, 1984

Statut de conservation UICN

 EN  : En danger
Pristimantis repens est une espèce d'amphibiens de la famille des Craugastoridae.

## Répartition
Cette espèce est endémique du département de Nariño en Colombie. Elle se rencontre dans les municipalités de San Juan de Pasto entre 3 150 et 3 720 m d'altitude sur le volcan Galeras et de La Cruz à 3 278 m.

## Publication originale
- Lynch, 1984 : A new species of Eleutherodactylus (Amphibia: Anura: Leptodactylidae) from southern Andean Colombia. Herpetologica, vol. 40, no 3, p. 234-237.